# Shaoyaoshan
Shaoyaoshan (kinesiska: 芍药山乡, 芍药山) är en socken i Kina. Den ligger i provinsen Shandong, i den östra delen av landet, omkring 190 kilometer sydost om provinshuvudstaden Jinan. Antalet invånare är 20138. Befolkningen består av 9 759 kvinnor och 10 379 män. Barn under 15 år utgör 18,0 %, vuxna 15-64 år 68 %, och äldre över 65 år 12,0 %.
Genomsnittlig årsnederbörd är 1 105 millimeter. Den regnigaste månaden är juli, med i genomsnitt 330 mm nederbörd, och den torraste är januari, med 6 mm nederbörd.